# مینو گوئرینی
مینو گوئرینی (ایتالیایی: Mino Guerrini؛ ‏ ۱۶ دسامبر ۱۹۲۷ – ۱۰ ژانویهٔ ۱۹۹۰) یک کارگردان فیلم، بازیگر، نقاش، فیلم‌نامه‌نویس و تدوین‌گر اهل ایتالیا بود.
از فیلم‌هایی که وی در آن‌ها نقش داشته‌است، می‌توان به دیگر حکایت‌های کنتربری، سه ببر در برابر سه ببر، سوداگر، بهترین خدمتکار مقیم خانه، آن‌سوی تاریکی، عشق و ازدواج و قاتل ۷۷؛ مرده یا زنده اشاره نمود.